# Divertimento (Scelsi)
Divertimento is de titel van een vijftal composities van de Italiaanse componist Giacinto Scelsi. De serie gaat gemankeerd door het leven. Divertimento nr. 1 is waarschijnlijk zoekgeraakt. Datzelfde gold ook voor Divertimento nr. 2, doch die is in het begin van de 21e eeuw teruggevonden. Divertimento nr. 5 is ook nog (gegevens 2014) een goed bewaard geheim; het is nooit in drukvorm verschenen.
Voor de divertimenti nrs. 2, 3 en 4 geldt dat het kortdurende werkjes zijn, waarbij het lijkt alsof de violist(e) een zelf verzonnen stukje speelt. De werkjes kwamen tot stand in de jaren 1954 en 1955 en zijn geschreven voordat Scelsi meer experimentelere muziek ging schrijven. In tegenstelling tot die latere muziek is er hier (in geringe mate) sprake van melodielijnen, maar van een vast ritme en maat is al geen sprake meer.   
De divertimenti nrs. 2, 3 en 4 hebben alle vier delen, die eenvoudig I, II, III en IV genoemd worden.